# Probolomyrmex aliundus
Probolomyrmex aliundus is een mierensoort uit de onderfamilie van de Proceratiinae. De wetenschappelijke naam van de soort is voor het eerst geldig gepubliceerd in 2012 door Shattuck, Gunawardene & Heterick.